# Adolph Mourier-Petersen
Peter Poul William Adolph Mourier-Petersen (17. december 1872 på Rugård – 14. februar 1950 sammesteds) var en dansk godsejer, kammerherre og hofjægermester, far til Christian Mourier-Petersen.
Han var søn af kammerherre, hofjægermester Ferdinand Mourier-Petersen og hustru Alvilda f. Dahl, blev student fra Randers lærde Skole, tog filosofikum og var løjtnant i Den Kongelige Livgarde 1894-95. Han købte 1904 Rugård af moderen.
Mourier-Petersen var Ridder af Dannebrog og Dannebrogsmand, medlem af Hyllested-Rosmus Sogneråd 1908-37, formand 1908-35, formand for Jagtrettene afløsning i Randers Amt 1926-48 og for Det danske Hedeselskabs repræsentantskab til 1948, derefter æresmedlem af selskabet og medlem af repræsentantskabet til sin død, landvæsenskommissær, medlem af bestyrelsen for Ebeltoft-Trustrup Jernbane til 1948, medlem af Randers Amtsråd 1935-43, af bestyrelsen for Understøttelsesforeningen for jydske Landmænd og deres Efterladte og for Kreaturforsikringsforeningen Øerne.
Han blev gift 25. august 1909 i København med Anna Sophie Elisabeth Julie Malthe-Bruun (27. februar 1882 i Struer – 31. marts 1949 i Aarhus), datter af kammerjunker Vilhelm Malthe-Bruun og hustru Regitze f. Brun.